# Військове п'ятиборство

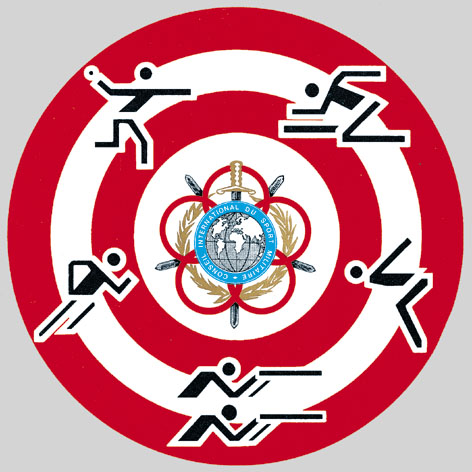
Офіційний символ військового п'ятиборства.

Військове п'ятиборство (англ. military pentathlon) — вид багатоборства, пристосований до навичок, необхідних для сучасних військовослужбовців. Змагання з військового п'ятиборства проводяться під егідою Міжнародної ради військового спорту. Ця дисципліна входить, зокрема до програми Всесвітніх ігр військовослужбовців.

## Історія
Сучасне п'ятиборство, створене у 1912 році, включало навички, необхідні для солдатів того часу. Але вже в часи Другої світової війни такі з цих навичок, як фехтування та верхова їзда перестали бути актуальними для військовослужбовців. Ідея створення спортивних змагань, призначених виключно для армії, виникла в 1946 році у офіцера Збройних сил Франції Анрі Дебрю (на той час він мав звання капітана, в подальшому дослужився до полковника), майбутнього президента Міжнародної ради військового спорту. Під час дискусії у Франкфурті-на-Майні, які призвели до створення Міжнародної ради військового спорту, саме він звернув увагу на оригінальну техніку військової фізичної підготовки, яку використовували в той час повітряно-десантні частини Нідерландів. Після десантування над заданою зоною парашутисти повинні були подолати відстань у двадцять кілометрів від місця скидання, долаючи ряд перешкод і виконуючи вправи, що імітують бойові дії — такі як стрільба та метання гранат. Дебрю взяв за основу цей вид змагань, вилучивши з них стрибок з парашутом і модикуфівавши інші дисципліни.
Перший пробний турнір, який організував сам Анрі Дебрю, був проведений у серпні 1947 року в Центрі військової фізичної підготовки у Фрайбурзі (на той момент Французька зона окупації Німеччини). У змаганнях брали участь три команди: бельгійська, голландська і французька. Змагання були схвалені французьким військовим керівництвом і включені до підготовки французьких збройних сил, отримавши назву «Військове п'ятиборство». Міжнародна рада військового спорту зацікавилася цими змаганнями, і з 1950 року почалися щорічні турніри. Починаючи з Чемпіонату світу 1991 року в Осло (Норвегія), жінки беруть участь у змаганнях на світовому рівні з декількома змінами в правилах. З 1995 року військове п'ятиборство входить до програми Всесвітніх ігр військовослужбовців.

## Дисципліни

### Стрільба
Змагання складається з двох частин: повільна стрільба (10 пострілів за 10 хвилин) і швидка стрільба (10 пострілів за хвилину). Вогонь ведеться на відстань 200 м зі стандартної дрібнокаліберної гвинтівки з положення лежачи.

### Смуга перешкод
Учасники долають 500-метрову дистанцію, на якій встановлено стандартизовані перешкоди. У чоловічому заліку — 20 перешкод, у жіночому — 16 (відсутні перешкоди № 1, 8, 12 і 16 — тобто мотузкова драбина, похила стіна з канатом, зруйнована драбина і вертикальна драбина, відповідно). Використовуються наступні види перешкод (детальніший опис і зображення наведено в документі у виносці):
1. Мотузкова драбина висотою 6 м.
2. Подвійна балка. Балки мають висоту 0,95 м і 1,35 м, розташовані на відстані 0,65 м одна від одної. Учасники при доланні перешкоди повинні торкатися землі між балками.
3. Дротове загородження — 5 еластичних дротів на висоті 0,55 м, розташовані на відстані 2 м один від одного.
4. Дротяна сітка — ділянка довжиною 20 м, на якій треба пролізти під дротами, розвішаними на висоті 0,45-0,5 м.
5. Брід — яма довжиною 8 м, яка містить доріжку з п'ятьох каменів. Долати перешкоду дозволяється лише ступаючи по каменях.
6. Шпалери — «решітка» висотою 2,2 м з трьох планок, через яку треба перелізти.
7. Колода висотою 1 м і довжиною 10,4 м, по якій треба пробігти.
8. Похила стіна з канатом. Висота 3 м. Спосіб долання перешкоди вільний, користуватися канатом не обов'язково.
9. Горизонтальні балки. Чотири перешкоди, дві з яких мають висоту 1,2 м, дві — 0,6 м. Вищі й нижчі балки чередуються. Учасник має перелізти через вищі і пролізти під нижчими.
10. «Ірландський стіл» висотою 2 м.
11. Тунель і подвійна балка. Тунель має ширину і висоту 0,5 м, довжину 1,1 м. Балки аналогічні таким у перешкоді 2.
12. «Зруйнована драбина» — чотири балки, розташовані на відстані 1,45 м одна від одної. Балки мають висоту 0,75, 1,25, 1,8 і 2,3 м. Перешкоду треба здолати, стрибаючи по балках. За наявності страхувальної сітки, торкатися її заборонено.
13. Банкет і яма. Висота банкета 1,8 м, довжина ями 5 м.
14. Штурмова стіна висотою 1 м.
15. Яма глибиною 2 м.
16. Вертикальна драбина висотою 4 м.
17. Штурмова стіна II висотою 1,9 м.
18. Зигзагоподібна колода. Довжина 15 м, ширина 0,15 м, висота 0,5 м.
19. Шикана. Довжина конструкції 8 м, два повороти під кутом 180 граусів, загальна довжина маршруту 24 м.
20. Три штурмові стіни поспіль. Висота 1 м, 1,2 м і 1 м, розташовані на відстані 6 м одна від одної.

### Плавання з перешкодами
Учасники повинні пропливти дистанцію 50 метрів, здолавши чотири перешкоди (три з них — під водою).

### Метання гранати
Учасники змагаються окремо на точність і дальність метання. Стандартизована вага снарядів для чоловіків — 575 грамів, для жінок — 375. У вправі на точність учасники мають кинути по чотири учбові гранати у кожне з чотирьох горизонтальних кіл радіусом 2 м, розташованих на землі на відстані 20, 25, 30 і 35 м для чоловіків і 15, 20, 25 і 30 м для жінок. Час на виконання — 3 хвилини. У вправі на дальність учасники мають метнути чотири гранати за три хвилини. Враховується лише найдальший кидок, отримані бали додаються до отриманих за вправу на точність.

### Легкоатлетичний крос
Учасники пробігають 8 км по перетятій місцевості. Дистанція становить 8 км для чоловіків і 4 км для жінок.

## Військове п'ятиборство в Україні
В Україні після розпаду СРСР були спроби впровадити цей вид спорту, але серйозний його розвиток почався лише 2016-го року у Збройних силах України. Тоді ж правила військового п'ятиборства в Україні були стандартизовані до світових — наприклад, до недавнього часу у змаганнях зі стрільби використовувався автомат Калашникова, а не встановлена міжнародними правилами дрібнокаліберна гвинтівка.
В 2019 році українські спортсмени вперше взяли участь у Чемпіонаті світу з військового п'ятиборства в Ухані (Китай), де здобули бронзову медаль в естафеті на смузі перешкод. Тренування проводиться на різних спортивних базах, зазвичай це Навчально-спортивна база літніх видів спорту Міноборони та Міжнародний центр миротворчості та безпеки, які розташовані на Львівщині.